# Doris Schwaiger
Doris Schwaiger (ur. 28 lutego 1985 w Allentsteig) – austriacka siatkarka plażowa, mistrzyni Europy 2013 w parze z siostrą Stefanie. Dwukrotna uczestniczka Igrzysk Olimpijskich (2008, 2012), na których wspólnie z siostrą została sklasyfikowana na 5. miejscu.

## Sukcesy
- Mistrzostwa Europy:
  -  2013

## Wyróżnienia
- Nagroda dla najlepszej drużyny roku 2013 w Austrii razem z Stefanie